# 伊賀一之宮インターチェンジ
伊賀一之宮インターチェンジ（いがいちのみやインターチェンジ）は、三重県伊賀市千歳にある名阪国道のインターチェンジである。
名阪国道の名古屋・亀山方面から国道163号などを介して木津川・大阪方面へ向かう際に利用されるICとなっており、名古屋方面と大阪方面を無料で結ぶ最短経路を成す。

## 道路
- E25 名阪国道（12番）

## 接続道路
- 三重県道138号信楽上野線

1965年（昭和40年）の開通当初は国道163号の終点となっていたが、1993年（平成5年）4月1日に三重県道675号長野上野線へ降格され、1994年（平成6年）4月1日に三重県道675号長野上野線が三重県道138号信楽上野線へ改称されている。

## 周辺
- ENEOS/エネクスフリート名阪一之宮インターステーション（ガソリンスタンド、24H）
- サンガリア 一之宮工場[1]
- ミヤケ 伊賀物流センター
- 創建運輸 本社
- 西濃運輸上野支店
- 森喜酒造場
- 敢国神社

## 隣
E25 名阪国道
(11) 壬生野IC - (12) 伊賀一之宮IC - (13) 中瀬IC